# 梅納西·索加瓦雷
梅纳西·索加瓦雷（英語：Manasseh Sogavare；1955年1月17日—），曾任四屆所罗门群岛总理。

## 政治生涯
他在1997年進入國會，隨之成為財長，翌年於欠缺實質理由下遭辭退，成為反對黨人民进步党副領袖，黨魁所羅門·馬馬洛尼2000年逝世後獲選為繼任人，帶領人民进步党在2000年大選中取勝，6月30日就任總理。2001年12月的大选中他所属政党只赢得三个议席，於同月17日按慣例遭辭退，再度成為反對黨領袖。
2006年，索加瓦雷领导社会信用党，想击败前总理爱伦·凯马凯扎任命的继承者辛德·里尼，但谁该继任总理引起争议。4月18日，索加瓦雷得到五十票中的十一票，是得到第三多票数的候选人。他后来转而支持里尼，让里尼接任总理而自己作为执政联盟的成员。里尼就职后被指舞弊，所罗门群岛发生骚乱，里尼在4月26日辞职，索加瓦雷决定再度争取成为总理，凯马凯扎与里尼的支持者联合支持索加瓦雷。在5月4日的议会选举中，索加瓦雷得到二十八票，击败获得二十二票的候选人副总理弗莱德·福诺成功出任总理。他承诺尽快国家的问题，包括重建国家秩序。但對他的不信任動議在翌年獲通過，他遂第二度下野。
2014年，他以獨立身分再次上臺，籌組聯合政府。2017年11月，他原本的執政盟友倒戈，令他再次敗於不信任動議而下臺。
索加瓦雷在2019年第四度執政，然而引發一些爭議；法院曾頒令要求總理選舉延期，但有起訴豁免權的總督決定讓選舉如期舉行，而索加瓦雷在15名議員棄權下當選總理，隨後旋遭國民上街示威抗議。
2019年9月初，傳出索羅門群島有意結束與中華民國的邦交，索羅門群島民眾高度關注，中華民國駐索羅門群島大使廖文哲和索羅門群島台商會副會長蔡華明表示所羅門民眾輿論90%支持臺灣，索羅門群島非政府組織代表的發言也壓倒性支持臺灣。
2019年9月16日，索羅門群島的執政聯盟黨團召開是否與中華民國斷交、改與中華人民共和國建交，結果為27票贊成、0票反對與6票棄權。同日，蘇嘉瓦瑞內閣同意此項表決結果，結束與中華民國約36年的邦誼，改與中華人民共和國建交。斷交後，索羅門群島引發不少民怨，多位國民上街遊行，對政府表達不滿。9月18日《路透社》報導，有美國政府高級官員表示，在當地時間17日於紐約召開的聯合國大會，時任美國副總統彭斯拒絕與索羅門群島總理蘇嘉瓦瑞見面；這名官員指出，2019年7月，蘇嘉瓦瑞曾在一次電話會談表達想與彭斯在聯合國大會期間會面的意願，討論雙方發展夥伴關係，但索羅門群島宣布與中華人民共和國建交後，彭斯拒絕與其會面。2022年9月23日，梅納西·索加瓦雷在聯合國大會上表示索羅門群島自從2019年跟中華人民共和國建交以來，就開始承受一連串沒有根據且錯誤的批評、誤傳與恐嚇。
2023年7月9日至15日，梅纳西·索加瓦雷正式访華，其中包括广州。受所罗门群岛总理索加瓦雷的委托，由该国外交部部长马内莱、公共事务部部长塔基尼、工商部部长科洛吉托、内政部部长劳尔、妇女部部长图基等12名高级官员组成的代表团于7月15日前往广东省广州市白云区京溪街道广州大道北1838号南方医科大学南方医院进行参观访问。